# Аје (Лоара)
Аје (фр. Ailleux) насеље је и општина у источној Француској у региону Рона-Алпи, у департману Лоара која припада префектури Монбризон.
По подацима из 2011. године у општини је живело 147 становника, а густина насељености је износила 15,79 становника/km². Општина се простире на површини од 9,31 km². Налази се на средњој надморској висини од 700 метара (максималној 722 m, а минималној 428 m).

## Демографија
| 1962. | 1968. | 1975. | 1982. | 1990. | 1999. | 2011. |
| ----- | ----- | ----- | ----- | ----- | ----- | ----- |
| 153   | 185   | 128   | 120   | 134   | 143   | 147   |

График промене броја становника у току последњих година